# Candela Antón de Vez
Candela Antón de Vez (Barcelona, 1994) es una Antropóloga y actriz de cine, teatro y series de televisión española, conocida por el papel de Berta Prats en Merlí y por interpretar a la novia de Jordi, Mireia, en Pulseras rojas. Durante 2016 hizo varios microteatros como Papá o ¿Quien Conoce a Anaïs Antón?.
Es Antropóloga, divulgadora de Antropología y evolución humana.

## Obras

### Televisión
- Pulseras rojas (2011-2013)[5]
- Merlí (2015-2018)
- Vida perfecta (2019–2021) (1 Episodio)

### Cine
- Defectos secundarios (2003, cortometraje, dir. Matilde Obradores)[6]
- Blog (2010, dir. Elena Trapé)[5]
- Nostalgia (2014, cortometraje, dir. Daniel Tollesson)
- Exilio (2017, cortometraje, dir. Matilde Obradores)[7][8]
- Amigo Invisible (2022)

### Teatro
- Papá (2016, dir. Roger Grau y Maria Martín)[9]
- ¿Quién conoce a Anaïs Antón? (2017, dir. Daniel Tollesson)[2]
- Félix Nihilson, tragicomedia del caracol furibundo (2018)

## Personajes

### Pulseras rojas
Mireia es la novia de Jordi (Igor Szpakowski), un joven que le han amputado la pierna.

### Merlí
Berta Prats es una adolescente sin rumbo, que busca su camino y no lo encuentra, motivo por el cual utiliza el cinismo con frecuencia como autodefensa. A pesar de ser una persona valiente e inteligente, es mala estudiante y no le gustan las clases, quizás por eso acaba dibujando en la mesas como método de escapatoria. Como chica extrovertida, disfruta de las fiestas y el recreo en general para olvidarse de los problemas. Si no se la conoce bien, puede caer mal por la actitud histérica que adopta pero, en realidad, responde a un sentimiento de soledad que cubre haciéndose la fuerte. A nivel familiar, echa de menos amor y calor, y por eso quizás lo busca en una pareja.